# Sigma Bootis
Sigma Bootis (σ Boo / 28 Bootis / HD 128167) es una estrella en la constelación del Boyero de magnitud aparente +4,47. 
Forma una doble óptica con ρ Bootis, siendo la separación entre ambas de 52 minutos de arco.
No forman, sin embargo, un verdadero sistema binario, pues mientras Sigma Bootis se encuentra a 50 años luz del sistema solar, ρ Bootis se halla al triple de distancia. 

## Características
Sigma Bootis es una estrella blanco-amarilla de la secuencia principal de tipo espectral F2V con una temperatura superficial de 6900 K.
Su luminosidad es 3,1 veces mayor que la del Sol, con un diámetro un 20% más grande que el diámetro solar y una masa de 1,3 masas solares.
Tiene un bajo contenido en metales —entendiendo como tales aquellos elementos más pesados que el hidrógeno—, aproximadamente el 20% del que posee el Sol.
Sigma Bootis es una estrella relativamente joven, posiblemente situada en el diagrama de Hertzsprung-Russell cerca de la secuencia principal de edad cero (ZAMS).
Aunque pendiente de confirmar, puede ser una variable Delta Scuti con una ligera variación en su brillo de 0,04 magnitudes. 
En torno a ella se ha detectado un disco caliente de polvo que implica la posible presencia de un sistema planetario, aunque hasta el momento ningún planeta individual ha sido descubierto.
Con una temperatura de 50 K, el disco de polvo se extiende hasta 60 UA de la estrella, siendo comparable al cinturón de Kuiper del sistema solar.
Se desconoce si dos tenues compañeras visuales a 217 y 228 segundos de arco están gravitacionalmente ligadas a Sigma Bootis o son estrellas más distantes que coinciden en la misma línea de visión.

## Denominación tradicional
En la tradición astronómica china, 梗河 (Gěng Hé), es la constelación de la lanza celestial y que agrupa a un asterismo formado por las estrellas centrales de la figura del boyero: Sigma (σ) Bootis, Épsilon (ε) Bootis y Rho (ρ) Bootis. En consecuencia, Sigma Bootis es denominada como la segunda estrella de la lanza celestial:梗河二 (Gěng Hé er)